# El Vallecillo
El Vallecillo è un comune spagnolo di 49 abitanti situato nella comunità autonoma dell'Aragona.

## Società

### Evoluzione Demografica
| Popolazione | 342 | 378 | 307 | 296 | 408 | 317 | 266 | 122 | 15 | 21 | 40 | 49 | 51 |